# استرادیول دی پروپیونات
استرادیول دی پروپیونات (انگلیسی: Estradiol dipropionate) نوعی داروی استروژنی است که قبلاً برای درمان علائم یائسگی و سطح پائین استروژن استفاده میشد، اما امروزه دیگر چندان تجویز نمیوشد.